# Ян Бінвільський
Бінвільський (Більвінський) Ян Семенович (1600, Київ — після 1647) — український літописець.

## Життєпис
Син Семена Бінвільського, покойового литовсько-руського воєначальника Філона Кміти (помер 1596). Народився в Києві. У восьмирічному віці розпочав навчання у школі київського писаря Василя. У 1633 обіймав адміністративну посаду в Миргороді. У 1647 писав, але не завершив літопис, який складається з 3-х частин: у 1-й висвітлюється історія Київської Русі та українських земель під владою Польсько-Литовської держави, у 2-й — історія середньовічної Польщі, у 3-й — історія України кінця XVI — початку XVII ст. Під час написання використовував польські хроніки Мартіна Кромера, Марціна та Йоахіма Бельських, польсько-литовського хроніста П. Демитровича, український хронограф 2-ї редакції, список Галицько-Волинського літопису, складений до 1615 року, який не зберігся до нашого часу. У літописі Бінвільського є важливі оригінальні звістки про спустошення Києва у 1482 кримським ханом Менґлі I Ґераєм та інші події XV—XVII ст. Перебував під сильним впливом польської історіографії, однак пишався подвигами князів Давньоруської держави, виступав з антикатолицьких позицій. Його літопис зберігся у складі збірки історичного змісту, яка належала Семену Голуховському, генеральному писарю (1659—1660) Війська Запорозького.
У літопису Бінвільського оригінальних фактів мало, проте вони мають своє значення. Так на його сторінках згадано давню київську легенду про багатиря Михайлика, про малознану історію Лівобережної України у 1620-1640-х роках, про ганебну загибель Якова Острянина (1641). За цим літописом вирішено декілька спірних питань. Так було точно встановлено, що князь Роман Сангушко народився у 1537.